# 布拉斯哈特
布拉斯哈特（荷蘭語：Brasschaat，荷蘭語發音：[brɑˈsxaːt] ⓘ）是比利时弗拉芒大區安特衛普省安特衛普區的一个市镇，通行荷蘭語，是弗拉芒社群的一部分，面积38.49平方千米，人口38,223人（2020年1月1日）。